# 関根優那
関根 優那（せきね ゆうな、1994年9月28日 - ）は、日本の女性タレント。女性アイドルグループ『Cheeky Parade』の全活動期（2012年 - 2018年）のメンバーであり、初代リーダーである。
埼玉県出身。エイベックス・マネジメント所属。

## 略歴
2010年6月12日、中野サンプラザで開催された『avex アイドルオーディション2010』の最終審査にファイナリスト24名のひとりとして登壇。しかし、関根の名前が呼ばれることはなく、落選した。iDOL Streetのメジャーデビューグループからは落選したものの事務所から声をかけてもらい、2011年6月12日、iDOL Streetのデビュー候補生であるストリート生としてお披露目されることとなる。
2012年2月19日、ストリート生から選抜されたメンバーによりiDOL Street第2弾グループCheeky Paradeが結成され、メンバーとしてお披露目された。その後、Cheeky Paradeは8枚のシングルや2枚のアルバムなどを発表し、2018年7月31日に解散となった。
その後はソロタレントとなり、グループ在籍時から出演してきた舞台を中心に活動。主演を務める『新サクラ大戦 the Stage』シリーズなどが代表作となっている。また、2018年10月発売の『ヤングガンガン』第20号（スクウェア・エニックス）では初めての水着グラビアに挑戦した。これについて関根は「自分は何ができるんだろうって考えていたときに、グラビアのお話をいただいたんです。自分に自信があるわけではないけど、チャンスがあるのなら私も挑戦してみたいと思ったんです。」と語っている。2019年1月には『SPA!』（扶桑社）の「旬撮ガール2019」や『週刊ヤングジャンプ』（集英社）の「YJ推し格 2019 SS級イレブン11 美少女コンプリート!!」に選ばれている。同年10月発売の『ヤングチャンピオン』第23号（秋田書店）では初となる表紙・巻頭グラビアを務めた。「グラビアは自分が持っている素材だけで勝負する仕事」と述べている。
2025年4月7日、結婚と妊娠をX（旧Twitter）で発表した。

## 人物
小学4年生から、エイベックスの先輩宇野実彩子（AAA）に憧れている。Cheeky Paradeでは結成時から2016年6月25日まで初代リーダーを務めた。また、ストリート生のころも東日本チーム（e-Street）の初代リーダーを務めていた。趣味は一人カラオケ。絶対音感があり、ハモることが得意。また、ピアノを10年以上習っており、Cheeky Paradeのライブでは弾き語りを披露したこともある。

## 作品

### 参加楽曲
- スクールアイドルミュージカル「未完成ドリーム！」（2022年12月10日、LACZ-10123、Lantis） - 滝沢アンズ 役[20]
  - 未完成ドリーム！
  - 未完成ドリーム！（滝桜女学院高等学校Ver.）
- スクールアイドルミュージカル『スクールアイドルミュージカル』（2023年5月10日、LACA-25051、Lantis） - 滝沢アンズ 役[21]
  - きらりひらり舞う桜
  - あなたがセンター
  - 目指せメジャーデビュー
  - 輝かしい未来
  - なりたい自分
  - 発足！椿咲花アイドル部
  - 深まる仲
  - 君と見る夢
  - 君と見る夢 Reprise
  - 真っ白なキャンバス
  - 君と見る夢（文化祭 Ver.）
  - ゆめの羅針盤（文化祭 Ver.）
- スクールアイドルミュージカル『椿滝桜女学院高等学校スクールアイドル部 後夜祭アルバム！』（2024年8月21日、LACZ-10205、Lantis） - 滝沢アンズ 役[22]
  - 応援してね♡
  - 意識し合うとか惹かれ合うとか
  - 夢見ガチガール
  - 夢はドコカラ

## 出演

### テレビ

#### テレビドラマ
- 明日、私は誰かのカノジョ Season2 第2話（2023年5月24日、MBS・TBS）
- アイドルだった俺が、配達員になった。（2023年7月3日 - 8月21日、BSフジ） - 水野和佳子 役[23]
- アイのない恋人たち 第7話（2024年3月3日、テレビ朝日系列）
- 過保護な若旦那様の甘やかし婚 最終話（2024年6月28日、MBS） - コンシェルジュ 役

#### その他のテレビ番組
- 原宿ベース（2015年1月9日 - 3月27日、千葉テレビ） - アシスタントMC[24]
- 鎧美女（2019年4月29日、フジテレビONE）
- 彼女とデートなう（2021年10月20日、TVO）[25]
- たのしいてれびBUMBLEBEE7（2024年10月4日 - 11月9日、CBCテレビ） - 京極 役[26]

### ラジオ
- 60TRY部（2016年12月21日、ラジオ日本） - スペシャルパーソナリティー
- ナニモノ! （2022年12月8日、文化放送）- パーソナリティー[27]

### CM
- UHA味覚糖 ぷっちょ×進撃の巨人コラボキャンペーン第2弾「進撃のちょ人・仲裁」篇（2014年9月）[28]
- 武蔵野銀行「埼玉のある男」篇（2020年3月）[29]
- Pococha（2022年・2023年）[30]
- NOVARESE WEDDING「新婦の親友」篇（2024年4月）[31]

### 舞台
- Flying Trip 第3回公演『空色ドロップ』（2012年1月11日 - 15日、中野ザ・ポケット） - 樋口夏樹 役[32]
- Flying Trip 第4回公演『月下のオーケストラ』（2012年4月12日 - 16日、シアターグリーン BIG TREE THEATER） - 長内明日香 役
- 超絶☆歌劇団 旗揚げ公演『妄想GiRLS』（2012年9月15日 - 22日、東京タワーフットタウン）[33]
- 超絶☆歌劇団 2013『SUPER☆WORLD 〜彼女達の冒険〜』（2013年11月2日 - 9日、DDD青山クロスシアター） - 日替わりエンビー 役
- 超絶☆歌劇団 2015『SUPER☆WORLD RETURNS 〜彼女達の冒険〜』（2015年2月11日 - 15日、DDD青山クロスシアター） - 僧侶 役
- リーディングライブ『UBUGOE vol.15 〜voice of comedy〜』（2017年4月3日・4日、めぐろパーシモンホール）
- 『The Stage 神々の悪戯 太陽と冥府の希望』（2017年8月16日 - 20日、CBGKシブゲキ!!） - 草薙結衣 役[34]
- 劇団CATMINT 第十四回公演『にわか雨』（2018年8月23日 - 26日、中目黒キンケロ・シアター） - 八木百々花 役
- アリスインプロジェクト『クォンタムメモリーズ〜量子変数の観測者〜』（2018年10月3日 - 8日、新宿村LIVE） - 主演・尾道南華 役
- 第一回劇場版演遊祭『あの日はライオンが咲いていた』（2018年11月7日 - 11日、ザムザ阿佐谷） - 主演・綾瀬梢 役[35]
- 劇団オモテナシ 第4回公演『未来電車』（2019年2月20日 - 3月3日、TACCS1179） - 亜美 役（ダブルキャスト）[36]
- 『The Stage 神々の悪戯 光と炎の約束』（2019年4月13日 - 21日、新宿村LIVE）[37]
- VACAR ENTERTAINMENT『チェンジオブワールド』（2019年6月25日 - 30日、シアターグリーン BOX in BOX THEATER） - 内田智子 役[38]
- カガミ想馬プロデュース『「イリクラ」-2019- 〜Iridescent Clouds〜』（2019年7月18日 - 22日、シアターグリーン BIG TREE THEATER）[39]
- 劇団バルスキッチン 第9回公演『青春フルスロットル』（2019年8月28日 - 9月1日、バルスタジオ） - 荒木奈美 役
- 『道雪』（2019年10月2日 - 6日、シアターΧ） - 立花誾千代 役
- フォーエスエンタテインメント『ときめきステーショナリーズ 〜かくかくしかじか大作戦！〜』（2020年7月10日・11日、新宿角座） - 主演・紙尾キリコ 役[40]
- 『新サクラ大戦 the Stage』（2020年11月19日 - 23日[注 1]、ヒューリックホール東京） - 主演・天宮さくら 役[7][42][43]
- ミュージカル『クリスマスキャロル2020』（東京公演：2020年12月9日 - 15日、東京キネマ倶楽部）[注 2] - パティ 役[45]
- 『地縛少年花子くん-The Musical-』（大阪公演：2021年1月22日 - 24日、COOL JAPAN PARK OSAKA TTホール / 東京公演：1月28日 - 31日、シアターGロッソ） - 七峰桜 役[46]
- 『新サクラ大戦 the Stage 〜桜歌之宴〜』（2021年3月21日、ヒューリックホール東京） - 主演・天宮さくら 役[47][48]
- K-FARCE『ジュブナイル学園2021〜日本語版〜』（2021年5月19日 - 23日、新宿村LIVE） - 四ツ橋 役
- 『舞台「盾の勇者の成り上がり」』（2021年7月15日 - 25日[注 3]、シアターサンモール） - フィーロ 役[50]
- 『サクラ大戦25周年オーケストラコンサート〜田中公平作家生活40+1周年記念〜』（2021年7月28日、オーチャードホール）- 天宮さくら 役[51]
- ライブコンサート『新サクラ大戦 the Stage 〜桜歌之宴・彩〜』（2021年9月25日・26日、ヒューリックホール東京） - 天宮さくら 役[52]
- 『新サクラ大戦 the Stage 〜二つの焔〜』（2021年12月17日 - 19日、シアター1010） - 主演・天宮さくら 役[53]
- GIRLS Reading Theater『童話シリーズ』in ASAKUSA（2022年1月10日、浅草花劇場）
- 舞台『フルーツバスケット』（2022年3月4日 - 13日、日本橋三井ホール） - 草摩楽羅 役[54]
- 『新サクラ大戦 the Stage 〜桜歌之宴＜二幕＞〜』（2022年4月16日・17日、シアター1010） - 主演・天宮さくら 役[55]
- 舞台『処女のまま死ぬやつなんていない、みんな世の中にやられちまうからな』（2022年7月1日 - 10日、博品館劇場） - 白波瀬巳緒 役[56]
- 劇団たいしゅう小説家 × 空飛ぶ猫☆魂『1/5ドロボウのモノクロームハウス』（2022年10月26日 - 30日、萬劇場[注 4]）
- 『スクールアイドルミュージカル』（東京公演：2022年12月10日 - 15日、新国立劇場 / 大阪公演：2023年1月25日 - 29日、梅田芸術劇場 /　追加公演：8月3日 - 6日、日本青年館ホール / 2024年公演：2024年1月11日 - 21日、THEATER MILANO-Za） - 主演・滝沢アンズ 役[58]
- 舞台『Bumblebee7』（東京公演：2023年3月17日 - 26日、I'M A SHOW / 愛知公演：4月15日・16日、穂の国とよはし芸術劇場PLAT 主ホール） - 京極 役
- 舞台『ダブルブッキング-2023-』（2023年7月13日 - 23日、新宿シアタートップス、紀伊國屋ホール） - 船山千尋 役
- 神津恭介シリーズより『呪縛の家』（東京公演：2023年8月26日 - 9月3日、サンシャイン劇場 / 福岡公演：9月16日・17日、キャナルシティ劇場 / 大阪公演：9月21日 - 24日、サンケイホールブリーゼ） - 卜部澄子 役[59]
- 舞台『フルーツバスケット 2nd season』（2023年10月6日 - 15日、大手町三井ホール） - 草摩楽羅 役
- THEATER MILANO-Za オープニングシリーズ『スクールアイドルミュージカル』（2024年1月11日 - 21日、THEATER MILANO-Za） - 滝沢アンズ 役[60]
- T1project Musical vol.6 ミュージカル『ココロノカケラ』（2024年9月25日 - 29日、博品館劇場）[61]
- 舞台『フルーツバスケット The Final』（2024年10月18日 - 27日、ヒューリックホール東京） - 草摩楽羅 役[62]

### イベント
- 関根優那 〜1カ月遅れの生誕パーティー〜（2019年10月26日、山梨県） - バスツアー
- 「新サクラ大戦 the Stage ラッピング人力車」出発式（2019年12月11日、浅草花やしき）[63]
- バーチャル演劇『モテロボ』完成記念イベント（2020年9月18日、池袋HUMAXシネマズ）[64]
- 『AnimeJapan 2021』舞台「新サクラ大戦 the Stage」スペシャルステージ（2021年3月27日、東京ビッグサイト）
- 『AnimeJapan 2022』新サクラ大戦 the Stage 〜桜歌之宴＜二幕＞〜 スペシャルステージ（2022年3月26日、東京ビッグサイト）
- Happy Yuna's Party 〜29th birthday event〜（2023年10月28日、πTOKYO）
- 異次元フェス アイドルマスター★♥ラブライブ！歌合戦（2023年12月9日・10日、東京ドーム） - ゲスト出演（スクールアイドルミュージカル：滝沢アンズ 役）[65]
- Happy Yuna’s Party 〜30th birthday event〜（2024年11月9日、ΠTOKYO）

### その他
- バーチャル演劇『モテロボ』（2020年9月、ショーマンズ）[66]
- ドラマ配信アプリ BUMP『ヤりたい男と、殺りたい女。』（2022年12月、emole）
- YouTubeドラマ『東京彼女』（2024年4月、全4話）[67]
- GOOD BYE APRIL「ニュアンスで伝えて feat. ヒグチアイ」ミュージックビデオ（2024年5月）[68]

## 書籍

### 写真集
- 夕凪（2020年4月17日、秋田書店）ISBN 978-4253011020[69]

### デジタル写真集
- 週刊ポストデジタル写真集 関根優那「コドモってゆーな！」（2019年7月22日、小学館）
- ヤングチャンピオンデジグラ 関根優那「優那を旅につれてって」（2020年1月1日、秋田書店）
- a-books DIGITAL 関根優那「BLACK & WHITE」（2020年5月30日、エイベックス・マネジメント）
- 週プレ PHOTO BOOK 関根優那「吐息が届く距離」（2021年11月15日、集英社）[70]
- 週プレ PHOTO BOOK 関根優那「すべてを解放して」（2022年12月19日、集英社）[12]
- a-books DIGITAL 関根優那「BLUE」（2023年7月14日、エイベックス・マネジメント）

### カレンダー
- 関根優那 2019年 カレンダー（2018年9月、ハゴロモ）
- 関根優那 2020年 卓上カレンダー（2019年12月、ハゴロモ）[71]
- 関根優那 2021年 卓上カレンダー（2020年11月、ハゴロモ）[72]
- 関根優那 2022年 卓上カレンダー（2021年11月、ハゴロモ）
- 関根優那 2023年 卓上カレンダー（2022年10月8日、トライエックス）
- 関根優那 2024年 卓上カレンダー（2023年11月20日、トライエックス）